# جيمس أليسون جلان
جيمس أليسون جلان هو سياسي كندي، ولد في 18 ديسمبر 1877 في المملكة المتحدة، وتوفي في 28 يونيو 1950 في أوتاوا في كندا. حزبياً، نشط في الحزب الليبرالي الكندي. وقد انتخب عضو مجلس العموم الكندي.